# Granja de la Santa Creu
La Granja de la Santa Creu va ser un sanatori mental de pagament que l'Hospital de la Santa Creu va establir a Can Santgenís, finca confrontant amb Ca n'Amell Gran o de Can Gaig, on estaven construint l'Institut Mental, del que la Granja en seria un fillol. La seva activitat es desenvolupà des del 1920 fins al 1935.

## Història

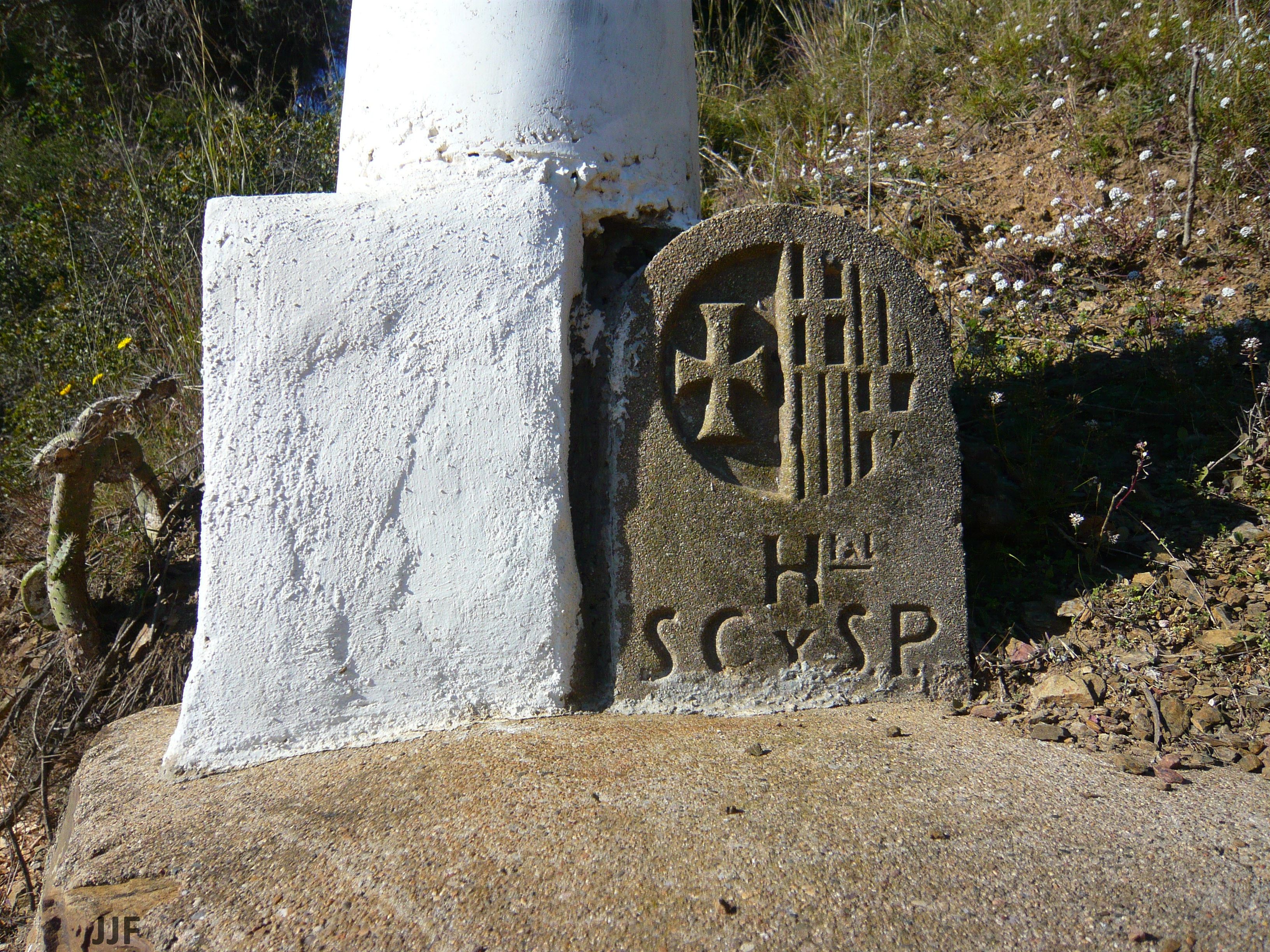
Fita del límit de la finca de can Santgenís, propietat de l'Hospital de la Santa Creu i Sant Pau

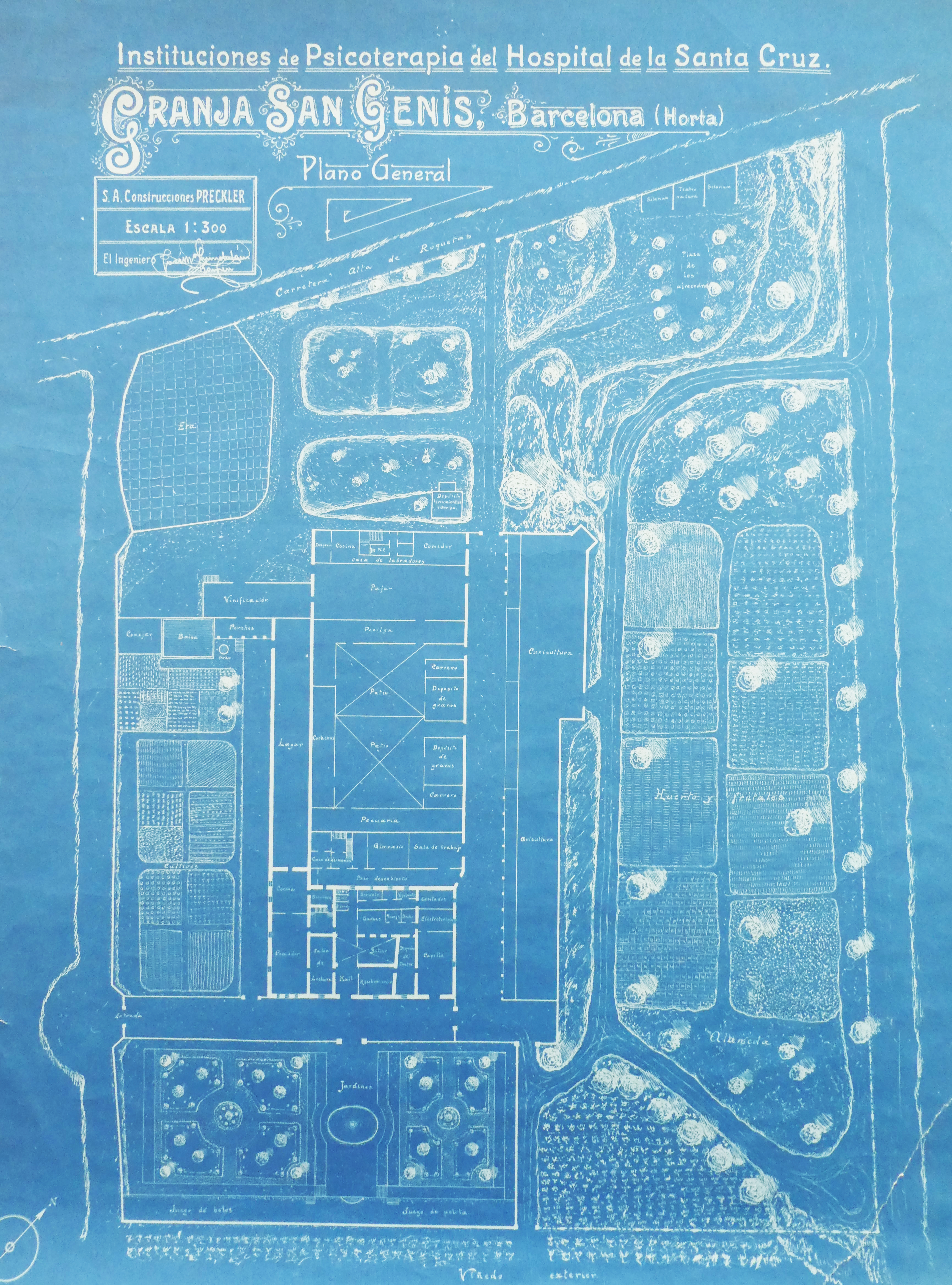
Plànol de la Granja

La Molt Il·lustre Administració (MIA) de l'Hospital de la Santa Creu estava construint a finals del segle xix un manicomi benèfic, amb capacitat per a més de 700 malalts, sota la direcció del Dr. Emili Pi i Molist. Però la finca, malgrat les seves 50 hectàrees, només tenia disponibles 10 plomes d'aigua, insuficients per a una població tant gran de l'hospital. Per aquest motiu, el 1889 la MIA va comprar a Maria Montserrat de Magarola i de Bru la finca veïna de can Santgenís, que disposava de gran quantitat d'aigua, procedent de 4 mines. El preu es va acordar en 20.000 duros. Durant 30 anys, la finca, a la que van anomenar Granja Santgenís, a més de subministrar l'aigua a l'Institut Mental, també n'era l'alqueria, per la seva gran producció d'hortalisses, fruites, vi, aviram, porcs i d'altres animals de corral. Però la finca estava parcel·lada i explotada per pagesos parcers que les tenien per antics censos a rabassa morta, pel que la MIA en treia poc profit.
A principis del segle xx, l'Hospital de la Santa Creu es traslladà al Guinardó i la MIA reestructurà els seus establiments mentals. El 1920 transformaren la Granja Sangenís en un sanatori mental de pagament per a homes, i l'anomenaren Granja de la Santa Creu. Per a les dones hi destinaren el manicomi de Nova Betlem, al costat de l'Empar de Santa Llúcia, a Sant Gervasi, al que anomenaren Parc de la Santa Creu.
La casa fou adequada per al nou ús amb millores, com la incorporació d'una instal·lació elèctrica contractada amb la Companya Barcelonina d'Electricitat, i s'habilitaren habitacions per a les Germanes Hospitalàries que estarien de servei a la finca. Es col·locà una alta tanca metàl·lica al voltant de la finca i es contractà un servei de vigilància a l'empresa Fomento de Vigilancia de Horta. La casa disposava de tres plantes. A la planta baixa hi havia els serveis de la casa, l'administració i sales per a música, de reunió, de jocs com billar o d'altres, gimnàs i instal·lacions d'electroteràpia. A les dues plantes pis hi havia les habitacions amb vistes al mar i la muntanya amb bona ventilació.
Els malalts havien de pagar 15 pessetes diàries els de primera categoria, i 10 pessetes els de segona, a més dels serveis mèdics i les medicines. Dos anys més tard, s'incrementaren el preu i les categories: 25, 15 i 10 pessetes respectivament. Els malalts interns hi farien per obligació: terapèutica, treballs d'agricultura, jardineria i hort i cria d'animals de corral.
El 1925, la MIA decidí tancar el Parc de la Santa Creu i traspassà les malaltes a la Granja de la Santa Creu, repartint els homes en una planta i les dones a l'altra, amb accessos independents. Però cap al 1931, el nombre d'internats anava minvant i l'establiment començà a ser deficitari, per la qual cosa, la Granja fou posada en venda i tancada l'1 de gener del 1935. Un grup de metges proposà comprar-la per 150.000 pessetes, però finalment l'adquirí la congregació de Germanes Hospitalàries per 180.000 pessetes per a destinar-la a la seva seu i casa de repòs. El contracte mantingué la servitud de les aigües de la mina per a l'Institut Mental. La Granja passaria a anomenar-se Casa de la Santa Creu.